# GAZ-3307
Der GAZ-3307 (russisch ГАЗ-3307) ist ein Lastwagen des sowjetischen/russischen Fahrzeugherstellers Gorkowski Awtomobilny Sawod. Das Modell wurde 1989 auf Basis des GAZ-53 entwickelt Unter der Bezeichnung GAZ-3309 existiert eine Variante des Fahrzeugs mit verlängertem Radstand und geänderter Motorisierung. Der GAZ-3308 ist die Allradausführung, die auch militärisch genutzt wird. Mehr als 1,5 Millionen GAZ-3307 wurden gebaut, im Januar 2020 wurde die Produktion nach 31 Jahren eingestellt. Seit 2014 wird mit dem GAZon NEXT ein Nachfolger produziert.

## Beschreibung
Im Oktober 1989 brachte GAZ das neue Modell GAZ-3307 auf den Markt, welches über einen V8-Ottomotor, eine neue Kabine und das Fahrgestell vom Vorgänger GAZ-53 verfügte. Bereits im Jahr darauf erschienen die abgeleiteten Modelle GAZ-33075 und GAZ-33076, die beide über den Motor SMS-513 verfügen. Dieser Motor wurde beim GAZ-33075 auf Flüssiggasantrieb und dem GAZ-33076 für Erdgasantrieb ausgerüstet, beide Modelle sind jedoch gleichzeitig in der Lage, Benzin mit mindestens 80 Oktan zu verbrennen.

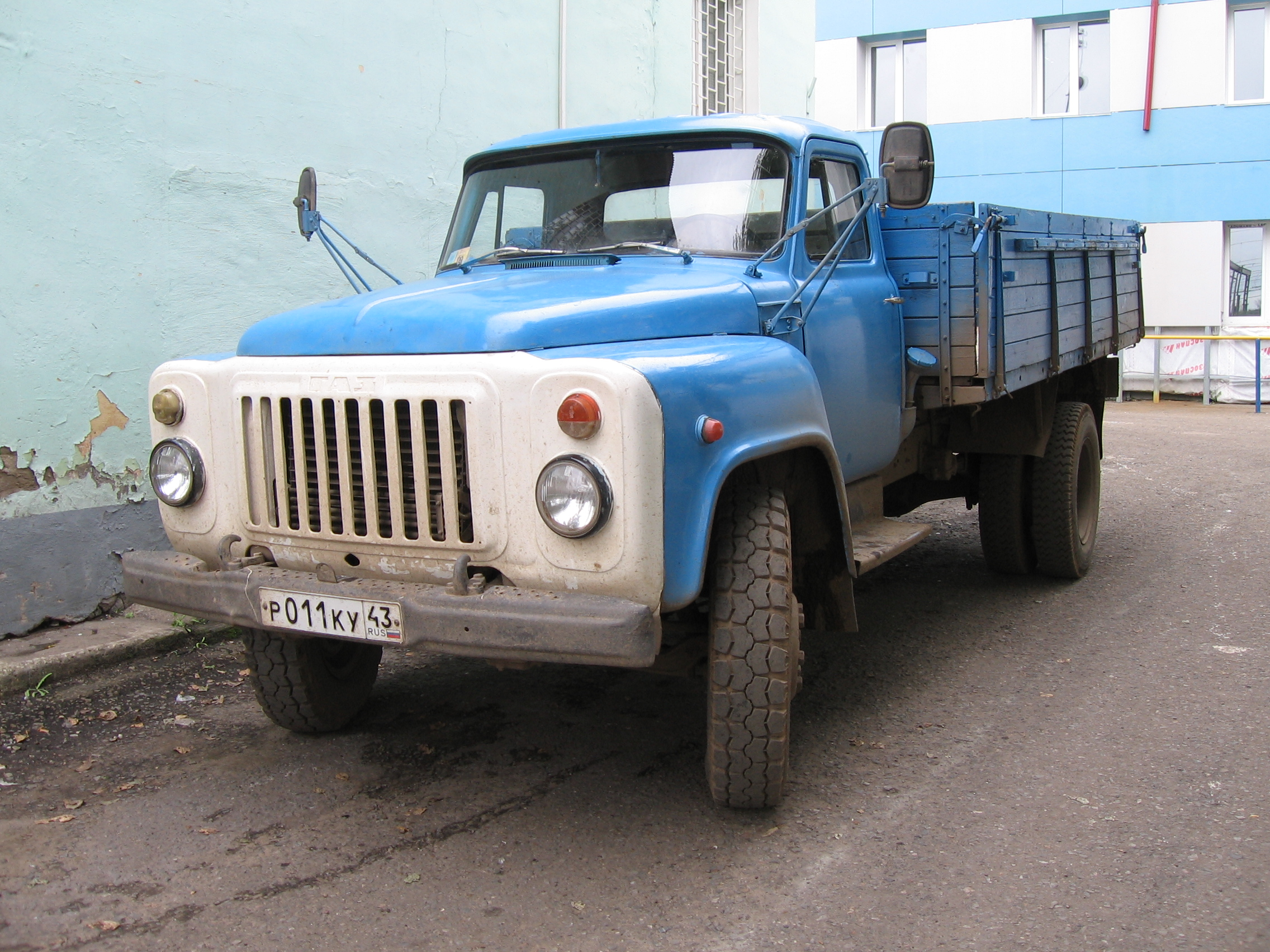
Ein GAZ-53, der Vorgänger des GAZ-3307

Im Jahr 1994 wurde der GAZ-3309 vorgestellt. Dieser Lastwagen verfügt über einen verlängerten Radstand und einen Vierzylinder-Dieselmotor, dessen Zylinder in Reihe angeordnet sind. Vereinzelt wurden auch japanische Zuliefermotoren und Sechszylinder-Dieselmotoren verbaut. 1999 entwickelte man auf Basis des Fahrgestells des GAZ-3307 den GAZ-3310 „Waldai“. Um das Jahr 2007 stellte man eine Variante mit überarbeiteten Design auf Basis des GAZ-3309 vor, das Fahrzeug ist unter dem Namen „Dobrynja“ (russisch Добрыня) geführt. Ob eine Serienfertigung erfolgte ist unklar.
Der Nachfolger des GAZ-3307 ist der GAZon NEXT, welcher 2014 vorgestellt wurde und sich seitdem in Serienproduktion befindet. Der GAZ-3307 wurde ab etwa 2016 seitens des Herstellers nicht mehr im Fahrzeugangebot geführt, war aber auf Bestellung nach wie vor Verfügbar. Der GAZ-3309 dagegen wurde unverändert angeboten. Im Januar 2020 wurde die Produktion beider Modelle zu Gunsten der jeweiligen Nachfolger eingestellt.
Viele weitere Modelle wurden im Laufe der 31-jährigen Produktionszeit gefertigt, die durch an die Grundbezeichnung GAZ-3307 angehängte Ziffern kenntlich gemacht wurden. Bei Spezialaufbauten wurde auch komplett von der Typgebung abgewichen. Insgesamt wurden 1,5 Millionen Stück gebaut, davon mindestens 900.000 für den russischen Markt. Auf Basis des GAZ-3307 wurde zudem der Bus KAwZ-3976 gefertigt, welcher insbesondere Fahrgestell und einen Teil der Karosserie übernahm. Auch der Motor wurde in verschiedenen Varianten des GAZ-3307 verbaut.

## Technische Daten

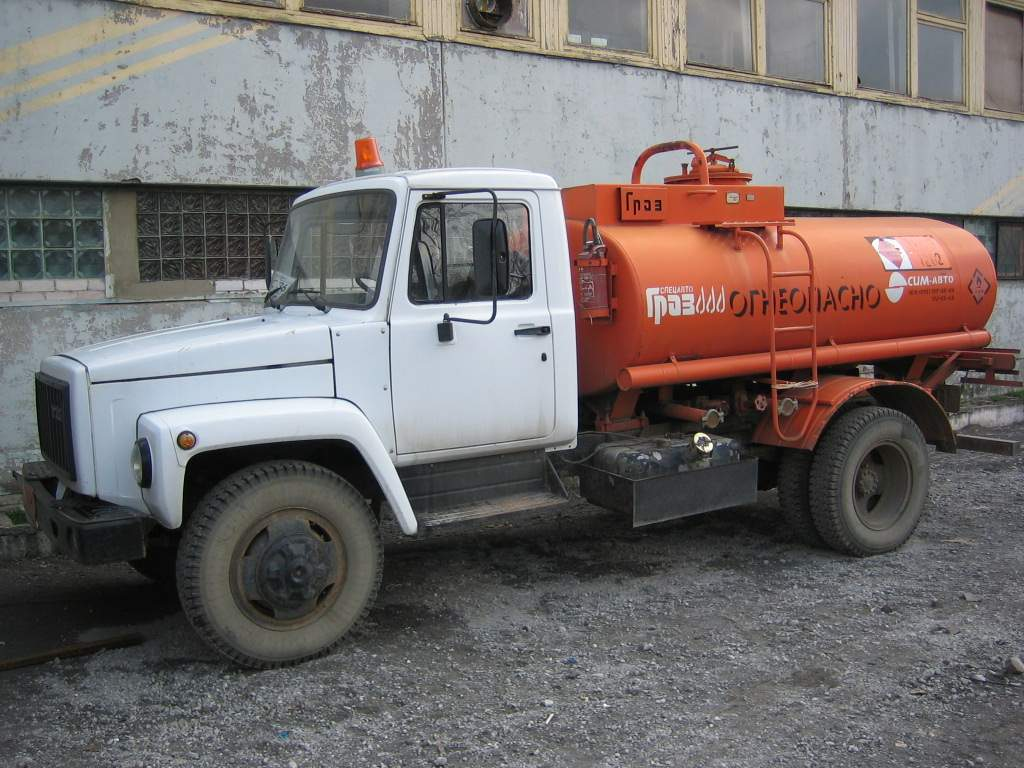
Ein GAZ-3307 mit Aufbau zum Transport von Kraftstoff (2007)

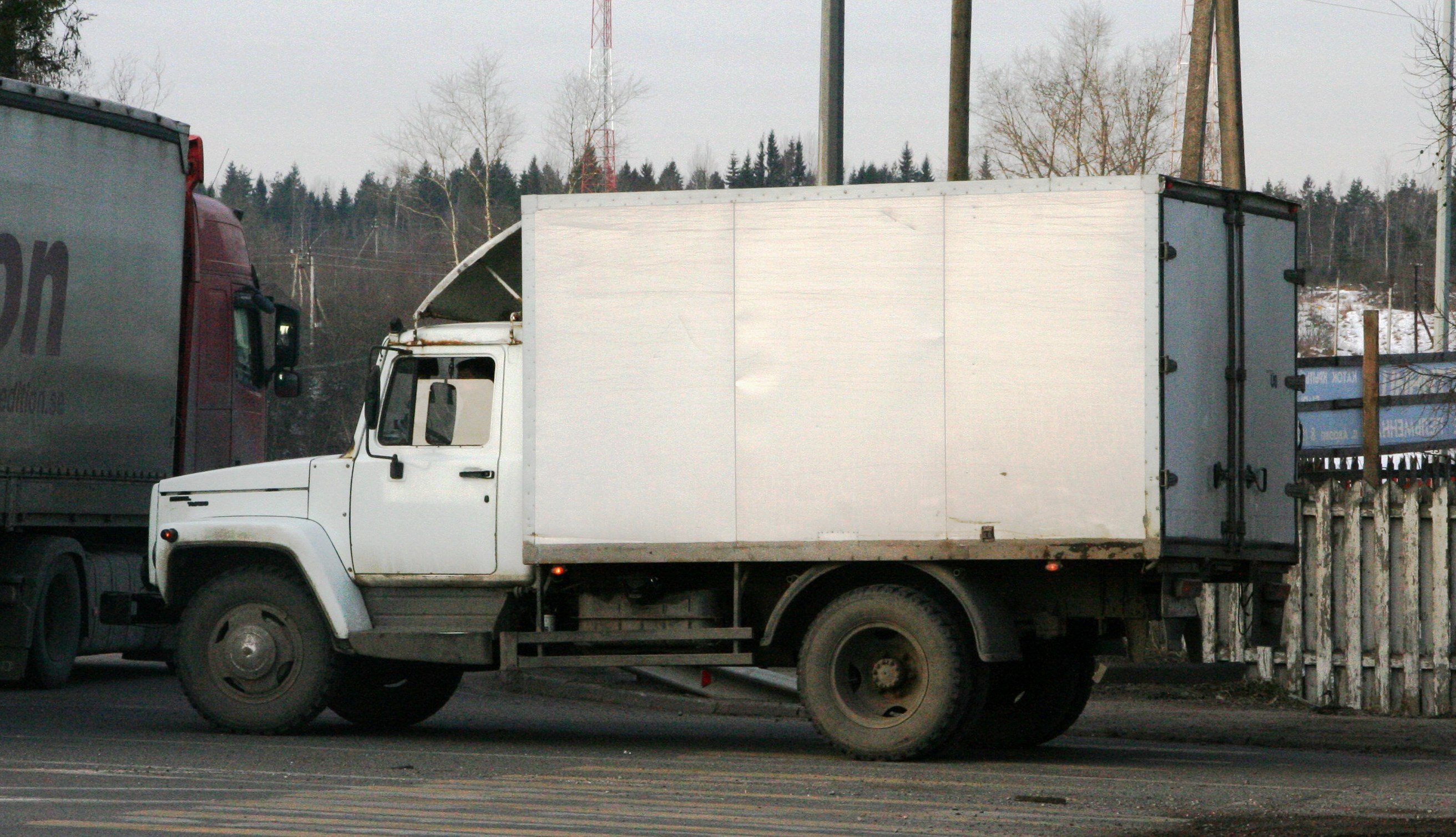
GAZ-3307 mit Kofferaufbau in Russland (2014)

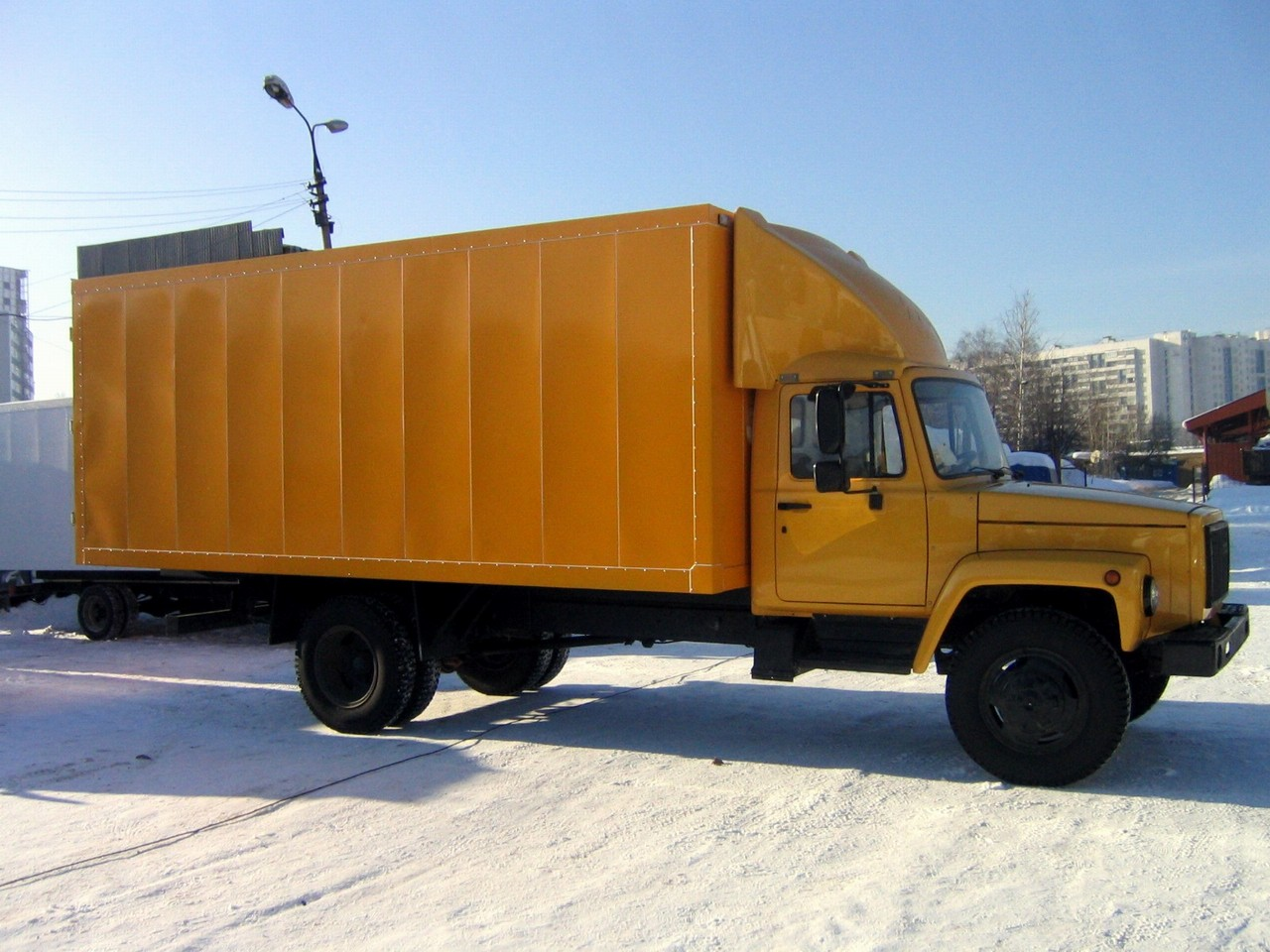
GAZ-33091 mit verlängertem Radstand und Kastenaufbau

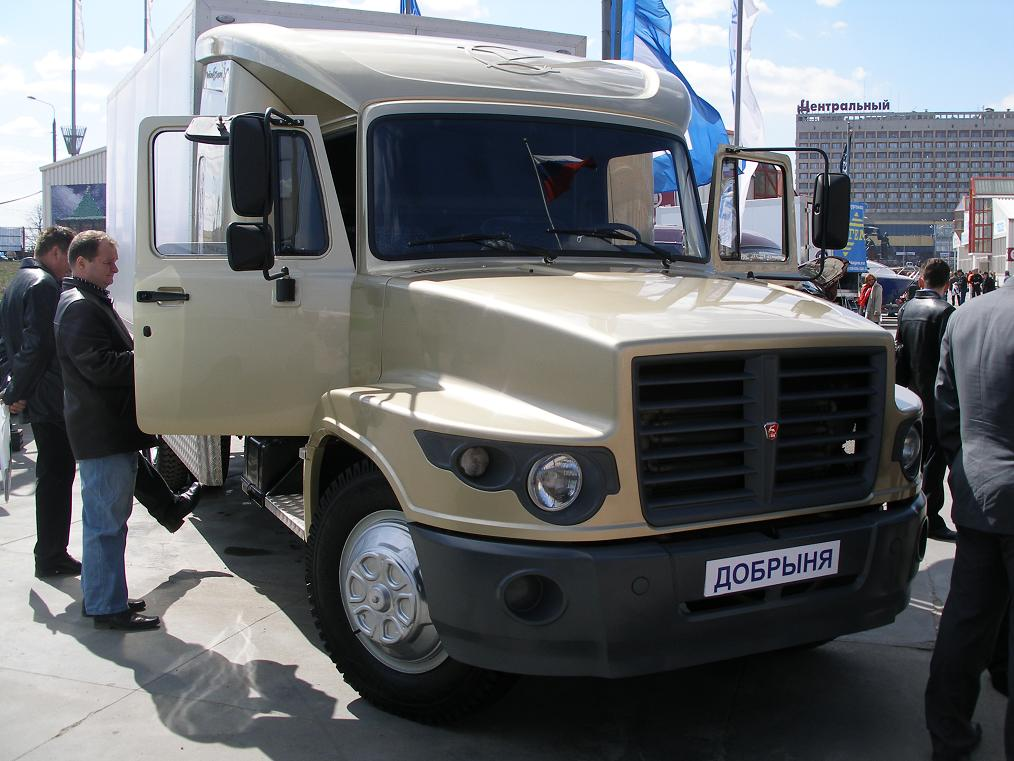
Überarbeiteter GAZ-3307 „Dobrynja“

Für das Modell GAZ-3307, Pritschenaufbau ohne Plane:
- Motor: V8 Viertakt-Ottomotor
- Motortyp: SMS-5231
- Leistung: 83–88 kW (113–120 PS)
- Hubraum: 4760 cm³
- Verdichtung: 1:7,6
- Drehmoment: 294,3 Nm
- Minimale Leerlaufdrehzahl: 600 Umdrehungen pro Minute
- Treibstoffverbrauch: 19,6 l (bei 60 km/h); 26,4 l (80 km/h)
- Höchstgeschwindigkeit: 90 km/h
- Getriebe: Mechanisch, fünf Gänge vorwärts, einer rückwärts
- Antriebsformel: (4×2)

Abmessungen und Massen
- Länge: 6330 mm
- Breite (mit Außenspiegeln): 2700 mm
- Höhe: 2350 mm (über Fahrerkabine)
- Wendekreis (Durchmesser): 16 m
- Radstand: 3770 mm
- Spurweite vorne: 1630 mm
- Spurweite hinten: 1690 mm
- Bodenfreiheit: 265 mm
- Leergewicht: 3200 kg
- Zuladung: 4500 kg
- Zulässiges Gesamtgewicht: 7850 kg

Für das Modell GAZ-3309, Pritsche ohne Plane, nur zum GAZ-3307 abweichende Daten:
- Motor: R4 Viertakt-Dieselmotor
- Motortyp: MMS-245.7U3
- Leistung: 119 PS (88 kW)
- Hubraum: 4750 cm³
- Verdichtung: 1:17
- Drehmoment: 413 Nm
- Minimale Leerlaufdrehzahl: 800 Umdrehungen pro Minute
- Treibstoffverbrauch: 14,5 l (60 km/h); 19,3 l (80 km/h)
- Höchstgeschwindigkeit: 95 km/h
- Maximal befahrbare Steigung: 25 %

Abmessungen und Massen
- Länge: 6436 mm
- Leergewicht: 3530 kg
- Zulässiges Gesamtgewicht: 8180 kg
- Höhe Ladekante: 1365 mm